# 日射珊瑚
日射珊瑚（學名：Heliophyllum），又名脊板珊瑚，是一屬已滅絕的珊瑚，生存於泥盆紀的淺海中。

## 特徵
日射珊瑚一般單體存在，有時群生，敞開枝狀或相連接的珊瑚個體。萼長有隔板，能到達珊瑚單體的中心。鱗板小而圓，數目眾多，僅限在珊瑚單體的外部區域。中心區域是扁平或微彎的橫板。外壁較薄且有纖細的生長脊。

## 物種[1]
- Heliophyllum canadense Billings, 1859
- Heliophyllum damesianum Dybowski, 1873
- Heliophyllum dianthus Lonsdale, 1839
- Heliophyllum halli Edwards & Haime, 1850
- Heliophyllum truncatum Linne

## 外部連結
- Heliophyllum in the Paleobiology Database